# Pseudoparlatoria multipunctata
Pseudoparlatoria multipunctata är en insektsart som beskrevs av Ernest Lepage och Giannotti 1946. Pseudoparlatoria multipunctata ingår i släktet Pseudoparlatoria, och familjen pansarsköldlöss. Inga underarter finns listade i Catalogue of Life.